# Joseph-Germain Strock
Joseph Hermann (Joseph-Germain) Strock (Beaufort, 20 november 1865 – Luxemburg-Stad, 31 december 1923) was een Luxemburgs kunstschilder.

## Leven en werk
Joseph Strock was een zoon van timmerman en herbergier Hermann Strock en Anna Maria Juncker. De familie verhuisde in 1879 naar Rumelange. Hij werkte enige tijd als timmerman in het familiebedrijf, tot de lokale pastoor zijn tekentalent ontdekte. Hij werd voor tekenlessen naar het Athénée royal grand-ducal in Luxemburg-Stad gestuurd. Door bemiddeling van zijn leraar Michel Engels kon Strock zijn opleiding in 1887 voortzetten aan de Koninklijke Academie voor Schone Kunsten van Antwerpen, als leerling van Albrecht De Vriendt. Later studeerde hij nog bij Bouguereau, Benjamin-Constant en Laurens aan de Académie Julian in Parijs en in Italië. In 1903 slaagde Strock voor het examen van tekenleraar. Hij kreeg hetzelfde jaar tijdelijk de leiding over de tekenopleiding aan de Industrie- en Handelsschool in Luxemburg, in 1905 werd hij er benoemd tot tekenleraar. Van 1912 tot 1917 had hij de leiding over de tekenopleiding aan het Lycée de Jeunes Filles.
Strock schilderde en tekende portretten en landschappen. Hij schilderde ook een kruisweg in olieverf voor de parochiekerk van Rumelange (ca. 1886), waarin hij vrienden en kennissen weergaf. De kruisweg werd in 1967 werd gerestaureerd door zijn oomzegger Georges Molitor. Strock deed niet mee met de verschillende kunsstromingen, maar hield vast aan zijn academische stijl. Hij was lid van de Cercle Artistique de Luxembourg (CAL) en nam tussen 1894 en 1922 deel aan de jaarlijkse salons van de vereniging. In 1908 won hij de Prix Grand-Duc Adolphe. Van 1910 tot 1916 was hij secretaris van de CAL.
Joseph-Germain Strock trouwde met Françoise Doliwa, het huwelijk bleef kinderloos. Kort voor zijn overlijden in 1923 werd hij door groothertogin Charlotte benoemd tot ridder in de Orde van de Eikenkroon. Hij overleed op 58-jarige leeftijd in Limpertsberg en werd begraven op de Cimetière Notre-Dame. Postuum werd in 1958 in Rumelange een retrospectief georganiseerd.

## Enkele werken

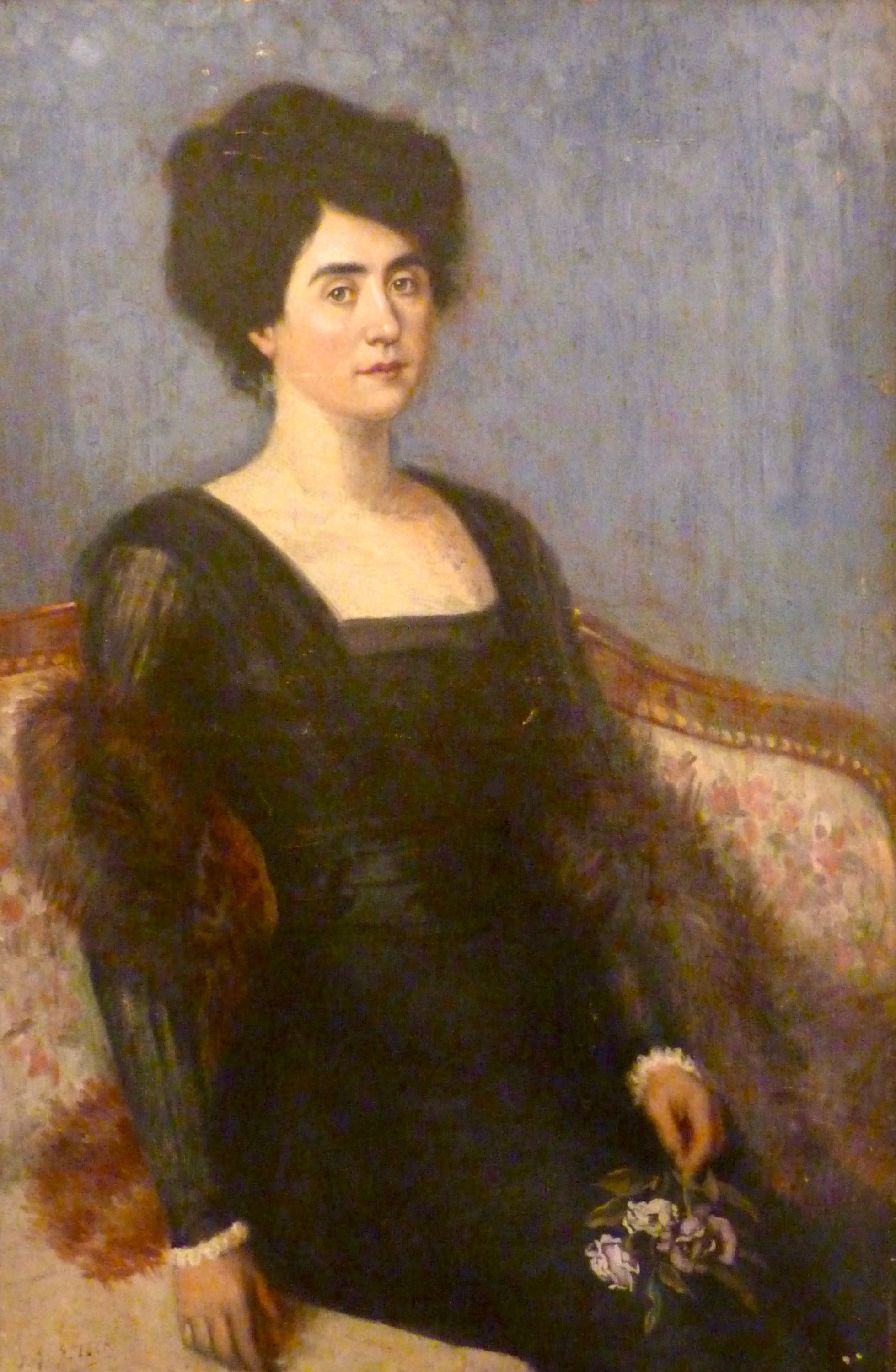
Françoise Doliwa, echtgenote van de schilder
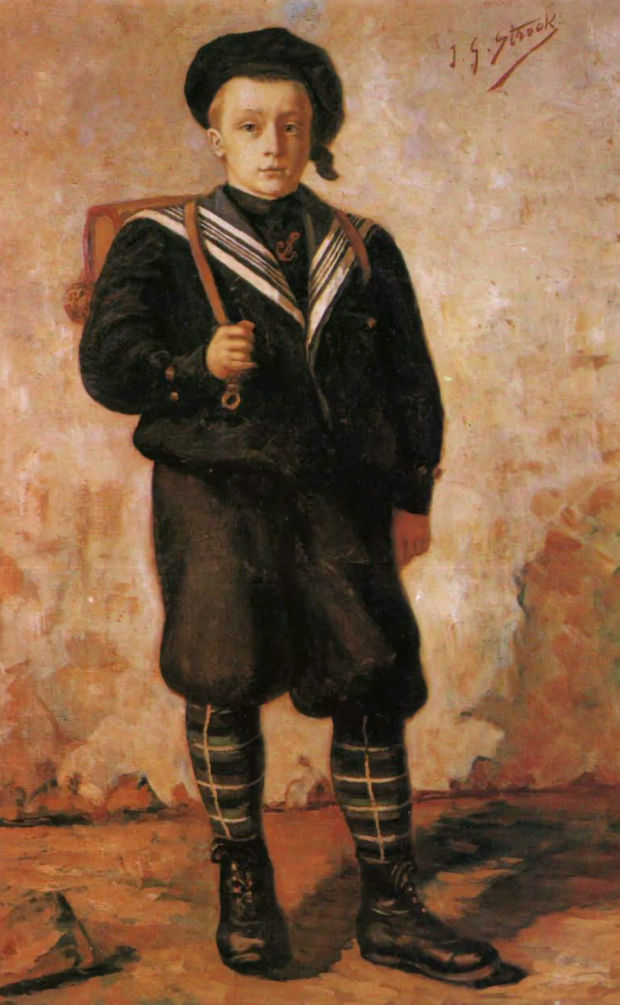
Remy Van Dyck
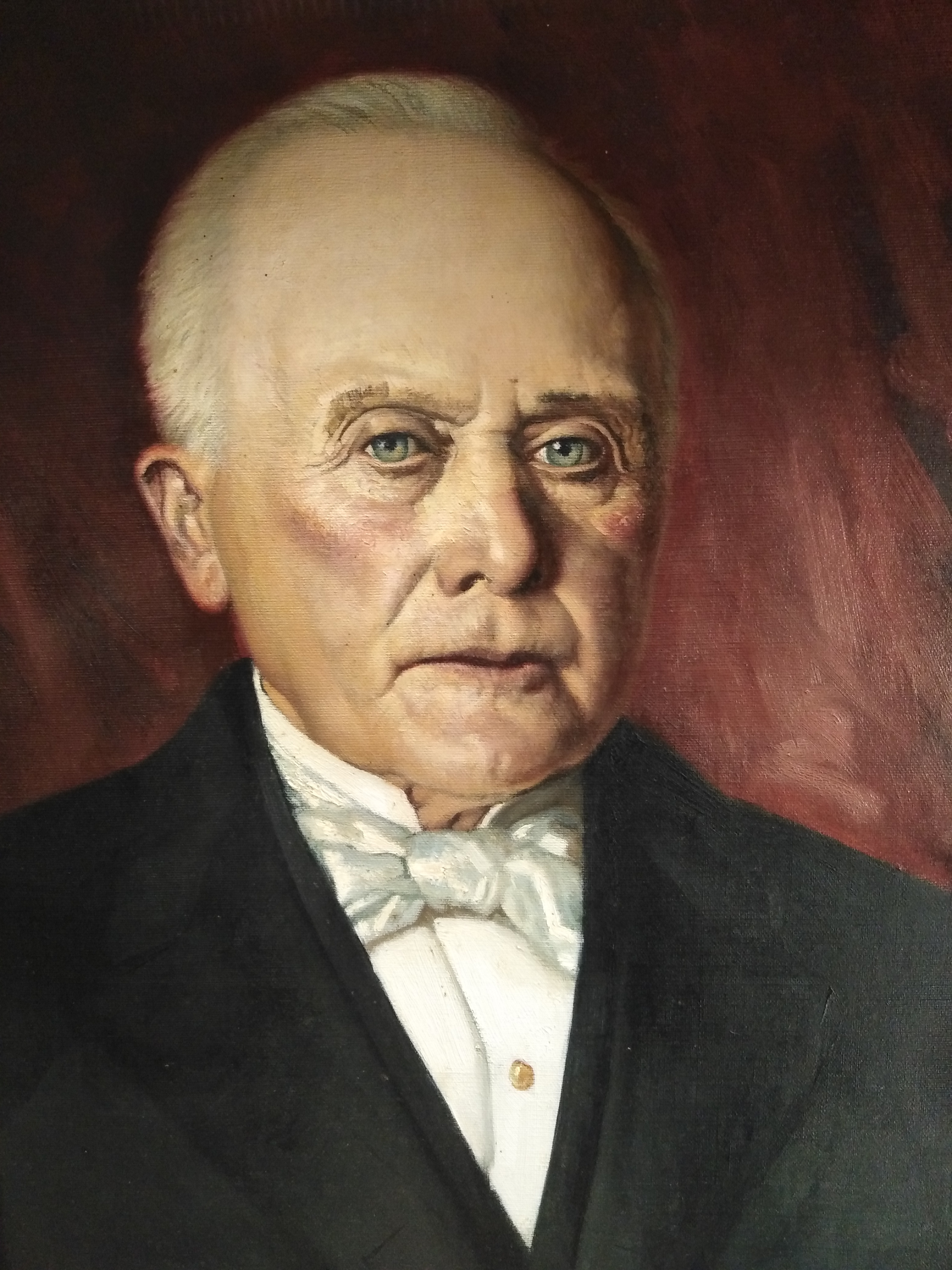
Nicolas Gonner, collectie Musée national des Mines, Rumelange.
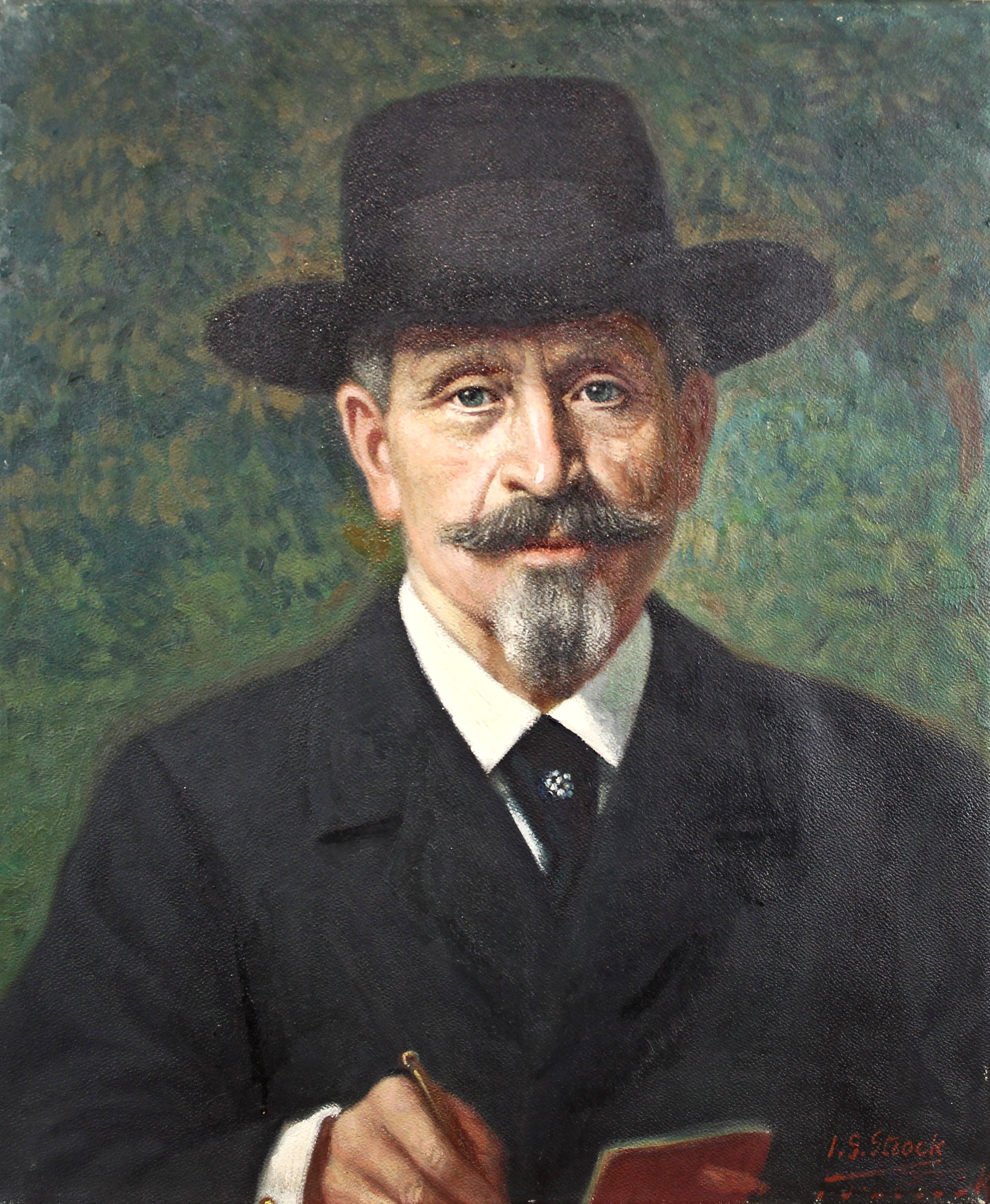
Joseph Knaff
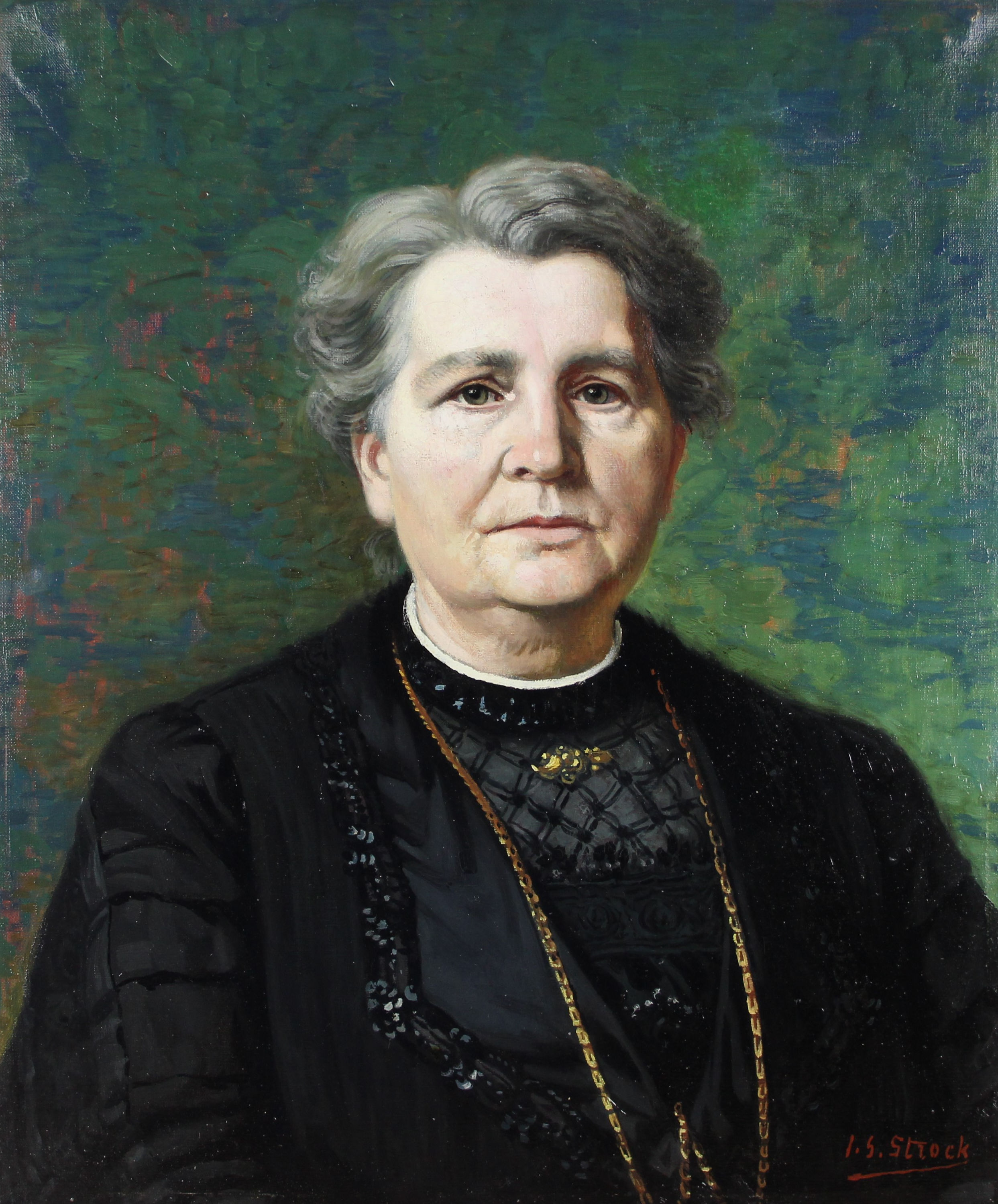
Chaterine Knaff-Donven

- Musée national d'archéologie, d'histoire et d'art: lkl000836